# Mi nombre era Eileen
Mi nombre era Eileen es una novela de 2015 de la autora Ottessa Moshfegh, publicada en los Estados Unidos por Penguin Press y en España por la editorial Alfaguara, con traducción a cargo de Damiá Alou. Es la segunda novela de Moshfegh.
En septiembre de 2016, fue seleccionada para el Man Booker Prize.

## Resumen
La novela está ambientada en Nueva Inglaterra durante los años 60. La protagonista es Eileen Dunlop, una joven de 24 años inadaptada, atrapada entre el cuidado de su padre alcohólico y su empleo administrativo en Moorehead, un correccional de menores cargado de horrores cotidianos. Eileen templa sus tristes días con fantasías perversas y sueña con huir a una gran ciudad. Su único entretenimiento consiste en cometer pequeños hurtos en la tienda local y espiar a Randy, el ingenuo y musculoso guardia del reformatorio. Cuando la hermosa y brillante Rebecca Saint John hace su aparición como directora educativa de Moorehead, Eileen es incapaz de resistirse a esa milagrosa e incipiente amistad que, en un giro digno de Alfred Hitchcock, la conducirá hacia un siniestro desenlace.

## Recepción
La novela fue bien recibida por The New York Times. Ganó el Hemingway Foundation/PEN Award.

## Premios
- 2016 Booker Prize, seleccionada.[6]
- 2016 Hemingway Premio/PEN.

## Adaptación cinematográfica
Mi nombre era Eileen (2023). La adaptación la llevó a cabo la propia autora, junto con su esposo Luke Goebel. Ambos fungieron como productores.[cita requerida]